# Grewioideae
Grewioideae is een onderfamilie uit de kaasjeskruidfamilie (Malvaceae). De onderfamilie telt zesentwintig geslachten met ongeveer zevenhonderdzeventig soorten die voornamelijk voorkomen in  tropische gebieden wereldwijd.

## Geslachten
- Ancistrocarpus Oliv.
- Apeiba Aubl.
- Clappertonia Meisn.
- Colona Cav.
- Corchorus L.
- Desplatsia Bocq.
- Duboscia Bocq.
- Eleutherostylis Burret
- Entelea R. Br.
- Erinocarpus Nimmo ex J.Graham
- Glyphaea Hook.f.
- Goethalsia Pittier
- Grewia L.
- Heliocarpus L.
- Hydrogaster Kuhlm.
- Luehea Willd.
- Lueheopsis Burret
- Microcos L.
- Mollia C.Martius
- Pseudocorchorus Capuron
- Sparrmannia L.f.
- Tetralix Griseb.
- Trichospermum Blume
- Triumfetta L.
- Vasivaea Baill.
- Vinticena Steud.